# خورشید مامطیری
خورشید بن ابوالقاسم مامطیری شاعری اهل مامطیر (بابل کنونی) بود که در جنگ باوندیان و پادوسپانیان حضور داشت. او در وصف حمله شاه غازی رستم به رویان، شعری مازندرانی گفته که در کتاب ابن‌اسفندیار آمده‌است.